# Veľké Orvište
Veľké Orvište (Hongaars:Nagyőrvistye) is een Slowaakse gemeente in de regio Trnava, en maakt deel uit van het district Piešťany.
Veľké Orvište telt 1004 inwoners.